# Purwasaba
Purwasaba este un sat din Indonezia. Are o populație de 5.665 locuitori.

## Școli
- SDN 1 Purwasaba
- SDN 2 Purwasaba
- SDN 3 Purwasaba
- SDN 4 Purwasaba
- MI Al-Hidayah Purwasaba
- SMP Negeri 2 Mandiraja
- MTs Al-Hidayah Purwasaba

1. ↑  Indonesian Minister of Home Affairs Decree 100.1.1-6117 Of 2022[*], p. 1626 Verificați valoarea |titlelink= (ajutor)